# Playmobil
A Playmobil egy műanyag játékcsalád. Elsősorban 4-12 éves gyermekeknek szól, de létezik 1-3 éves korosztálynak szóló változata is.

## A játék lényege
A Playmobil egy jellegzetes figurán alapul: egy mozgatható fejű, karú, csuklójú, és lábú, néhány centis emberfigura. Ezek a játékfigurák rengeteg különböző variációkban fordulnak elő: férfi, női és gyerek változat is; ruházatuk, hajuk, de még bőrszínük is eltérő lehet. A Playmobil játékok mindig besorolhatók egy-egy témakörbe. Így például vannak az ókori Egyiptomba illeszkedő figurák, vagy középkori kalózok, de akár rendőrök, tűzoltók, is megtalálhatók a kínálatban. A Playmobil évente több új témakört jelentet meg, miközben egyes (régebbi) témakörök gyártását egy idő után megszünteti (vagy éppen újra indítja, módosítva).
Egy témakörön belül több játékféle is szerepel a kínálatban. Ezek a játékok természetesen mind összeillenek, és jól kiegészítik egymást - akár témakörtől függetlenül is. A Playmobilok sajátossága, hogy egy-egy játékhoz rengeteg kiegészítő is tartozhat: egészen apró eszközöktől kezdve, különböző járműveken át, a nagyobb épületekig.

## Története
1974-ben Hans Beck gyermekrajzok alapján megalkotta a figurákat. A kezdetekben 3 fő kategória jelent meg: indiánok, lovagok és építkezés, az egy darabos (bliszteres) figuráktól a dobozos készletekig és külön kiegészítőkig. Az első prospektusok mini képregényként mutatták be, hogy hogyan játszható az új játék. A játék igen gyorsan hatalmas sikert aratott és a világ számos országában elkezdődött a forgalmazása. Összetéveszthető a LEGO-val, ami azonban teljesen más, elsősorban építőjáték. 
Németországban meglehetősen komoly gyűjtői tábora van, elsősorban a felnőttek körében. Számos Playmobillal kapcsolatos rendezvényt, kiállítást szerveznek.
Magyarországon Schenk néven egy utánzatát is gyártották 1978 és 1996 között, a "magyar Playmobilt". Ezek minőségben, a figurák alakjában, funkciójában eltértek az eredetitől.

## Témái
1.2.3. (1-3 éves gyerekeknek szól), állatkert, állatklinika, autóvilág, babaház, cirkusz, családiház, dinók, építkezés, erdei állatok, esküvő, extrém sportok, fáraók nyomában, farm, foci, Halloween, kalózok, karácsony, kertközpont, kikötő, kórház és klinika, lovarda, Manóvarázs Tündérország, mélytengeri kutatás, munka a kikötőben, noé bárkája, nyaralás, rendőrség és tűzoltóság, repülőtér, Római Birodalom, tárolókazetták, tündérkastély, tündérmesék, útépítés, üzletek, Vadnyugat, vár, vikingek, vonatok